# Pittenweem Parish Church

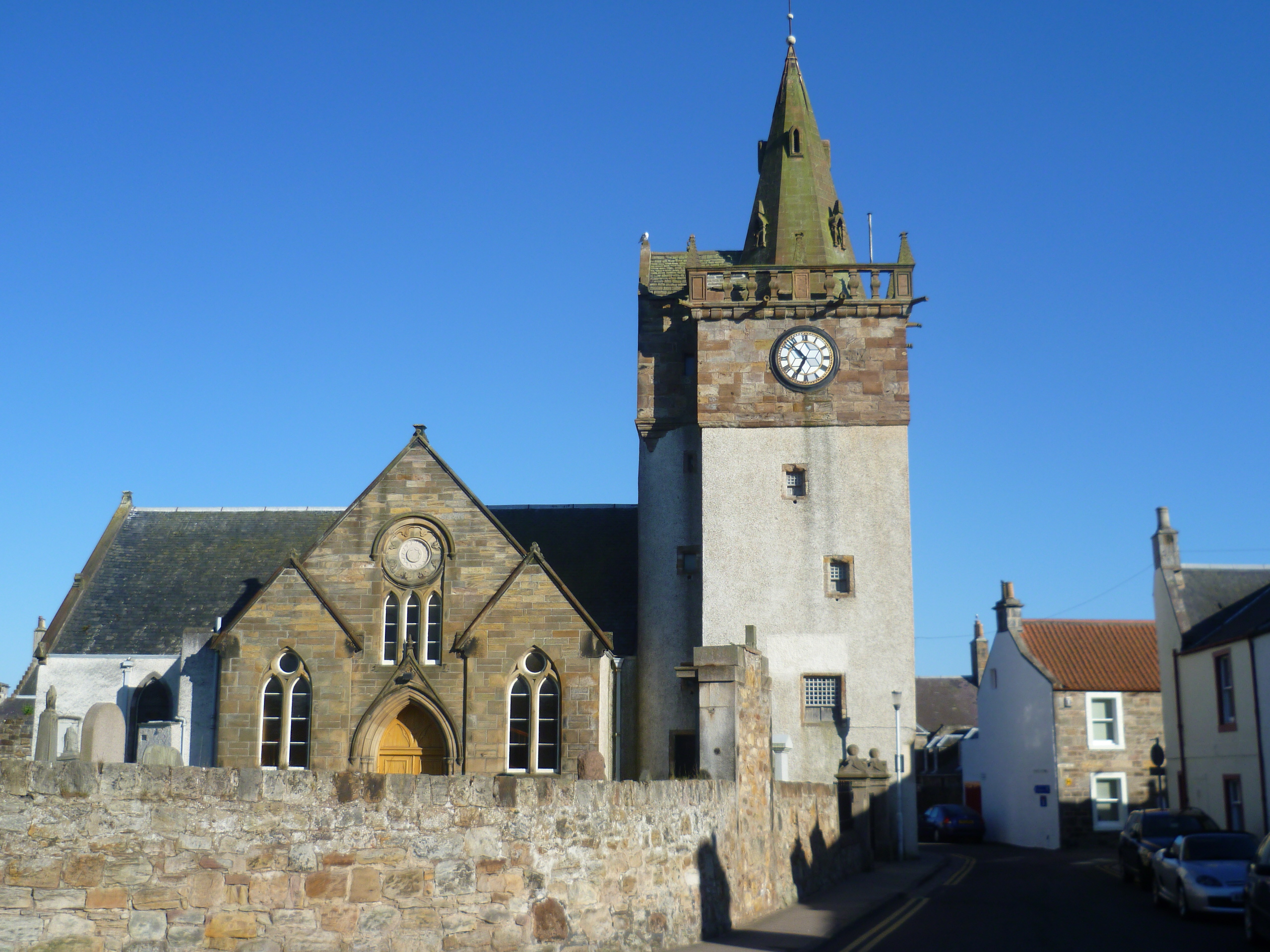
Pittenweem Parish Church

Die Pittenweem Parish Church ist ein Kirchengebäude der presbyterianischen Church of Scotland in der schottischen Ortschaft Pittenweem in der Council Area Fife. 1972 wurde das Bauwerk als Einzeldenkmal in die schottischen Denkmallisten in der höchsten Kategorie A aufgenommen.

## Geschichte
Vermutlich entstand die früheste Kirche am Standort im 12. Jahrhundert und damit im selben Zeitraum wie die nahegelegene Pittenweem Priory. Aufzeichnungen aus dem Jahre 1549 erwähnen eine Kirche, die in Verbindung mit dem Konvent stand. Ob die Kirche also zu dieser Zeit der allgemeinen Bevölkerung offenstand, ist nicht gesichert. Im Jahre 1588 wurde das Gebäude neu aufgebaut, sodass unklar ist, ob noch Fragmente des mittelalterlichen Baus vorhanden sind. Der straßenseitige Turm beherbergte die Tolbooth des Burghs. Auch die zu einiger Bekanntheit gelangten Pittenweem-Hexen wurden 1704 in dem Turm festgesetzt. Im 19. Jahrhundert zog das Rathaus in die renovierte Pittenweem Priory um. 1882 wurde die Pitweem Parish Church modernisiert, wobei der ursprüngliche Character weitgehend verloren ging.

## Beschreibung
Die Pittenweem Parish Church steht am Kopf der High Street nahe der Pittenweem Priory. Sie gilt als interessantes Beispiel der Vermengung christlicher und weltlicher Architektur im 16. Jahrhundert. 1588 wurde der vierstöckige Glockenturm mit quadratischem Grundriss von 5,2 m Seitenlänge hinzugefügt. Entlang seiner Nordostkante zieht sich ein gerundeter Treppenturm. Um 1630 wurde der Turm um den spitzen Helm erweitert. Am Fuße des Helms mit hexagonalem Grundriss sind Lukarnen eingelassen. Während die Fassaden entlang der unteren Stockwerke mit Harl verputzt sind, zeigt das obere, auskragende Stockwerk ein Natursteinmauerwerk.

### Glocken
Das Geläut besteht aus zwei Glocken. Die ältere der beiden durchmisst 65 cm. Sie zeigt die schwedische Inschrift „HAFVER SIORAN PVTENS EFTER LATNA ENKA LATITGIVTAAR 1663“ (Gegossen durch die Witwe Joran Putensens und seinen Nachkommen im Jahre 1663). Der Glockengießer Putensen stammte ursprünglich aus Dänemark, war jedoch in Stockholm tätig. Die Glocke ist mit einer Figurendarstellung ornamentiert und zeigt vermutlich auch eine Fischdarstellung. Die jüngere Glocke durchmisst 54 cm. Sie trägt die Inschrift „FOR THE BURGH OF PITTENWEEM 1742“. 

### Weiteres
1773 wurde eine Turmuhr, welche der regional bekannte Uhrmacher John Smith gefertigt hatte, eingelassen. Die Kosten beliefen sich auf 25 £. 1858 wurde sie durch die heutige Uhr ersetzt.